# Josh Lindblom
Joshua William Lindblom (né le 15 juin 1987 à Lafayette, Indiana, États-Unis) est un lanceur droitier des Brewers de Milwaukee de la Ligue majeure de baseball.

## Carrière

### Dodgers de Los Angeles
Josh Lindblom est repêché en troisième ronde par les Astros de Houston en 2005 mais ne signe pas avec le club et choisit plutôt de poursuivre ses études à l'Université Purdue à West Lafayette. Il devient un choix de deuxième ronde des Dodgers de Los Angeles en 2008 et, cette fois, accepte un contrat offert par cette franchise.
Lindblom, un lanceur droitier, fait ses débuts dans les majeures en tant que releveur dans un match des Dodgers face aux Rockies du Colorado le 1er juin 2011. Il remporte sa première victoire dans les majeures le 12 août suivant face aux Astros de Houston et c'est sa seule décision de la saison. Lindblom maintient une belle moyenne de points mérités de 2,73 en 27 matchs en relève pour les Dodgers en 2011 et il enregistre 28 retraits sur des prises en 29 manches et deux tiers au monticule.
Lindblom est envoyé au monticule dans 48 parties des Dodgers en Saison 2012 des Dodgers de Los Angeles. Il maintient une moyenne de points mérités de 3,02 en 47 manches et deux tiers lancées.

### Phillies de Philadelphie
Le 31 juillet 2012, Josh Lindblom et le lanceur droitier des ligues mineures Ethan Martin passent aux Phillies de Philadelphie dans l'échange qui envoie le voltigeur Shane Victorino chez les Dodgers. 
Il effectue 26 sorties en relève avec les Phillies pour un total de 23 manches et un tiers lancées. Sa moyenne de points mérités est de 4,63 avec 26 retraits sur des prises, une victoire, trois défaites et un sauvetage. Il complète donc 2012 avec une fiche de 3-5, 70 retraits sur des prises et une moyenne de 3,55 en 71 manches au monticule pour Los Angeles et Philadelphie.

### Rangers du Texas
Le 8 décembre 2012, Lindblom et le lanceur droitier des ligues mineures Lisalverto Bonilla sont échangés aux Rangers du Texas contre Michael Young. Mais Lindblom est retranché de l'équipe au camp d'entraînement des Rangers et envoyé en ligue mineure chez l'Express de Round Rock où on en fait un lanceur partant. C'est dans ce dernier rôle que Lindblom joue la majorité des quelques parties disputées dans les majeures pour Texas en 2013. Il n'est envoyé au monticule que 8 fois par les Rangers, dont 5 comme partant. Sa moyenne de points mérités s'élève à 5,46 en 31 manches et un tiers lancées. Il remporte une victoire contre 3 défaites.

### Athletics d'Oakland
Le 3 décembre 2013, les Rangers du Texas transfèrent Lindblom et le voltigeur Craig Gentry aux Athletics d'Oakland en retour du voltigeur Michael Choice et du joueur de deuxième but des ligues mineures Chris Bostick. Il n'effectue qu'un départ pour Oakland et joue pour leur club-école de Sacramento dans la Ligue de la côte du Pacifique.

### Pirates de Pittsburgh
Le 8 décembre 2014, Lindblom est réclamé au ballottage par les Pirates de Pittsburgh mais est libéré quelques jours plus tard pour lui permettre de poursuivre sa carrière en Corée du Sud.